# Constantin Pecqueur
Constantin Pecqueur (Arleux, 1801 – Taverny, 1887) fue un economista y pensador socialista francés. Tras colaborar con Louis Blanc en la Revolución de 1848 y publicar entre 1849 y 1850 la revista Le Salut du Peuple, se apartó de la vida pública escribiendo muy poco a partir de entonces. Sus obras principales las publicó antes de 1848 y no fueron muy apreciadas en su momento, aunque influyeron y fueron ampliamente utilizadas por Karl Marx. Según Jean Bruhat, «aunque se justifique mediante consideraciones en gran parte morales, Pecqueur aparece como uno de los primeros teóricos del colectivismo».

## Biografía
Según Marx, fue esencialmente un sansimoniano, «aunque mucho más radical», pero rompió con esta corriente socialista al rechazar su teoría de las élites pues era un demócrata convencido. Sin embargo, su internacionalismo y su pacifismo derivaban del sansimonismo. Así en su obra De la paix, partiendo de la idea de la fraternidad, defendió el principio de la «asociación internacional» entendida como «patria común» de la humanidad que superara los nacionalismos. En este sentido está considerado como un precursor del federalismo europeo y también de la no violencia, que él basa en el «amor» anticipándose a Tolstoi. Así en De la république de Dieu (1844) escribió: «La unión es amor, el único principio de unión. No podemos unirnos sino amándonos, no podemos amarnos sin unirnos». De esta idea de la "unión" dio el paso al socialismo. Por eso se ha afirmado que «para Pecqueur el socialismo representaba la realización de la voluntad divina». Para él la religión «entrañaba una notable carga social de unión y, en cuanto tal, también de progreso» y por medio de ella podía avanzarse hacia el colectivismo.

La religión, considerada universalmente, es el conjunto de relaciones preestablecidas entre todos los seres, entre todas las criaturas y el Creador… Las relaciones preestablecidas entre los seres constituyen naturalmente un lazo entre ellos; se enlazan; de ahí el nombre de religión atribuido al conjunto de esas relaciones. Religión, para nosotros y para la ciencia social, es, pues, sinónimo de ión, de asociación, de solidaridad y de orden.
De la république de Dieu.

En 1837 publicó el primero de sus libros, La economía social de los intereses del comercio y la agricultura, de la industria y la civilización en general bajo la influencia de las aplicaciones del vapor (máquinas fijas, ferrocarriles, barcos de vapor, etc.), en el que defendió que las divisiones sociales estaban causadas por la estructura económica, y cinco años después su obra económica más importante Teoría nueva de economía social y política.
En su pensamiento socialista hay una mezcla peculiar entre análisis económico y consideraciones ético-sociales cristianas. Así afirma que los hechos económicos actúan «sobre la voluntad, las costumbres y la actividad» y al mismo tiempo que «la economía de una sociedad se apoya en las esencias morales y religiosas de la mayoría de sus miembros», por lo que el mal procede tanto de «la mala voluntad de los hombres», como de «la imperfección del medio económico en que viven». «Por tanto, no sólo hay que cambiar a los hombres, o mejor, no sólo hay que purificar su voluntad, sino también, al mismo tiempo, las relaciones comerciales, es decir, su medio ambiente».

Hacer producir más sin distribuir más equitativamente equivale a aumentar el sacrificio de los que lo han ganado; distribuir mejor sin producir más equivale a no hacer gran cosa, pero al menos es hacer justicia
Teoría nueva de economía social y política.

Pecqueur propone las mediadas a corto y a largo plazo para transformar la sociedad. Las primeras deben estar dirigidas a mejorar las condiciones de vida de los obreros y a asegurar su derecho al trabajo y a la formación profesional, pero esta política «mientras el modo de trabajar quede como está, no acelerará nada e impedirá incluso una más equitativa distribución de las ventajas sociales». Las segundas, aprovechando el desarrollo del «maquinismo» y la «centralización industrial» que lleva consigo, estarán encaminadas a facilitar el paso de la propiedad individual a la propiedad «societaria». «Todo, tanto en el pasado como en el presente tiende o parece tender a la socialización de los medios de trabajo, es decir, a liberar la tierra y las materias primas de la soberanía y la enfeudación individuales, constituyéndolas insensiblemente en propiedad común, indivisa».
Para realizar estos cambios Pecqueur apela a la propia burguesía, porque eso les valdrá a sus miembros «un mérito ante la sociedad y ante Dios», y además les beneficiará a largo plazo pues «dejar que las masas continúen empobrecidas es eternizar la rebelión». Pero el medio esencial para conseguirlo será sufragio universal que considera la garantía de la igualdad, en lo que evoca a Rousseau. «Siendo todos los hombres hermanos, iguales y libres, el pueblo es soberano colectivamente», y en cuanto tal tiene un «deber absoluto» y un «derecho absoluto» a «ejercer su soberanía» sin poder «enajenarla».